# Tai Mo Shan
Tai Mo Shan (čínsky 大帽山, 957 m n. m.) je hora ve východní Asii. Leží na území Hongkongu (Čínská lidová republika) přibližně uprostřed regionu Nová teritoria na trojmezí distriktů Tai Po, Tsuen Wan a Yuen Long. Jedná se o nejvyšší bod celého Hongkongu. Hora je dobře dostupná po asfaltové silnici, avšak pouze pod vrchol. Na vrcholu stojí meteorologická radarová stanice hongkongské observatoře, díky čemuž je samotný vrchol pro veřejnost uzavřen.